# Schnauzer
De schnauzer is een hondenras.

## Geschiedenis
De Schnauzer en Pinscher zijn in principe hetzelfde ras. Het verschil zit hem in de vachtstructuur. 
Dit ras komt uit Duitsland, hier zijn zij gefokt voor meerdere doeleinden, het werken bij de boer, maar ook als jacht- en gevechtshond. Ze zijn gekenmerkt door hun brede bouw en gevoelige neus. Daarom worden zij ook wel gebruikt als speurhonden bij de douane. Ze hebben de drugs, voornamelijk coke zo gevonden.
Oorspronkelijk was de schnauzer, de ruwharige variant, het meest voorkomende type. Hij werd dan ook ruwharige pinscher genoemd. Vandaag de dag wordt de schnauzer in 3 verschillende maten gefokt:
- de Riesenschnauzer: 60 tot 70cm in de kleuren zwart en peper & zout
- de middenslagschnauzer: 45 tot 50 cm, in de kleuren zwart en peper & zout. Dit is de oorspronkelijke schnauzer.
- de dwergschnauzer: 30 tot 35 cm in de kleuren zwart, peper & zout, zwart-zilver en wit.

De schnauzer komt oorspronkelijk uit Württemberg. Men gebruikte de kleine schnauzer in Zuid-Duitsland als stalhond om ratten en muizen te vangen. Hiervoor ontving hij ook de naam Rattler.

## Dwergschnauzer
De dwergschnauzer wordt sinds 1880 gefokt. Hij bereikt een schofthoogte van 30 tot 35 cm en een gewicht van 4,5 tot 7 kg. Het is het exacte evenbeeld van de grotere schnauzers. De typische dwergschnauzer is attent en waaks. Hij is een goede waak- en begeleidingshond, die ook in een flat kan worden gehouden, als hij maar genoeg beweging krijgt. Hij heeft een ruwe vacht met onderwol en wordt erkend in 4 verschillende kleuren: zwart, peper&zout, zwart/zilver en wit.
Hij dient 4 à 5 keer per jaar getrimd en niet geschoren te worden.

## Middenslagschnauzer of schnauzer
De middenslagschnauzer is het oorspronkelijke type van het ras. Hij is al lang populair in München, waar hij als begeleider van paard en wagen werd gebruikt en met de paarden in de stal leefde. De schnauzer wordt tot 50 cm groot en weegt ongeveer 14 tot 20 kg.
De teefjes waken over de mensen en de reutjes waken op het domein.

## Riesenschnauzer
De Riesenschnauzer wordt sinds 1880 gefokt. Hij bereikt een schofthoogte van 60-70 cm en een gewicht van 35 tot 45 kg. De teven zijn iets lichter dan de reuen.
Affenpinscher ·
Aidi ·
Anatolische herder ·
Appenzeller sennenhond ·
Argentijnse dog ·
Berner sennenhond ·
Bordeauxdog ·
Boxer ·
Broholmer ·
Bullmastiff ·
Ca de Bou ·
Cane corso ·
Cão da Serra da Estrela ·
Cão de Castro Laboreiro ·
Centraal-Aziatische owcharka ·
Cimarrón Uruguayo ·
Ciobanesc Romanesc de Bucovina ·
Deens-Zweedse boerderijhond ·
Dobermann ·
Dogo Canario ·
Duitse dog ·
Duitse pinscher ·
Dwergpinscher ·
Dwergschnauzer ·
Engelse buldog ·
Entlebucher sennenhond ·
Fila brasileiro ·
Grote Zwitserse sennenhond ·
Hollandse smoushond ·
Hovawart ·
Kaukasische owcharka ·
Kraški ovčar ·
Landseer ECT ·
Leonberger ·
Mastiff ·
Mastín del Pirineo ·
Mastín español ·
Mastino napoletano ·
Middenslagschnauzer ·
Newfoundlander ·
Oostenrijkse pinscher ·
Pyrenese berghond ·
Rafeiro do Alentejo ·
Riesenschnauzer ·
Rottweiler ·
Šarplaninac ·
Shar-pei ·
Sint-bernard ·
Tibetaanse mastiff ·
Tornjak ·
Tosa ·
Zwarte Russische terriër